# Vlag van Klimmen

Vlag van de gemeente Klimmen
(1977-1982)

De vlag van Klimmen is op 29 september 1977 vastgesteld als de gemeentelijke vlag van de gemeente Klimmen in de Nederlandse provincie Limburg. Het ontwerp was van de Stichting voor Banistiek en Heraldiek. Sinds 1 januari 1982 is de vlag niet langer als gemeentevlag in gebruik omdat de gemeente Klimmen toen opging in de gemeente Voerendaal. De vlag kan als volgt worden beschreven:
Twee banen van geel en rood; aan de broeking geplaatst met een broekdriehoek, met top in het midden van de vlag, met twee banen van blauw en wit, de broekdriehoek zwart omrand (rand = 1/12 vlaghoogte).
De kleuren zijn ontleend aan het gemeentewapen.

## Verwante afbeelding

Wapen van Klimmen

Ambt Montfort 
· Amby 
· Arcen en Velden 
· Baexem 
· Beegden 
· Belfeld 
· Bemelen 
· Berg en Terblijt 
· Bocholtz 
· Born 
· Broekhuizen 
· Cadier en Keer 
· Echt 
· Eijsden 
· Elsloo 
· Eygelshoven 
· Geleen 
· Grathem 
· Grubbenvorst 
· Haelen 
· Heel 
· Heel en Panheel 
· Heer 
· Helden 
· Herten
· Heythuysen 
· Hoensbroek 
· Horn 
· Horst 
· Hulsberg 
· Hunsel 
· Kessel 
· Klimmen 
· Limbricht 
· Linne 
· Maasbracht 
· Maasbree 
· Margraten 
· Meerlo-Wanssum 
· Meijel 
· Melick en Herkenbosch 
· Montfort 
· Munstergeleen 
· Neer 
· Nieuwenhagen 
· Nieuwstadt 
· Nuth 
· Ohé en Laak 
· Onderbanken 
· Ottersum 
· Posterholt 
· Roggel 
· Roggel en Neer 
· Schaesberg 
· Schinnen 
· Sevenum 
· Sint Odiliënberg 
· Sittard 
· Stevensweert 
· Stramproy 
· Susteren 
· Swalmen 
· Tegelen 
· Thorn 
· Ubach over Worms 
· Ulestraten 
· Urmond 
· Valkenburg-Houthem 
· Vlodrop 
· Wessem 
· Wittem